# Euploea faunia
Euploea faunia är en fjärilsart som beskrevs av Hans Fruhstorfer 1910. Euploea faunia ingår i släktet Euploea och familjen praktfjärilar. Inga underarter finns listade i Catalogue of Life.